# Doctor Mabuse

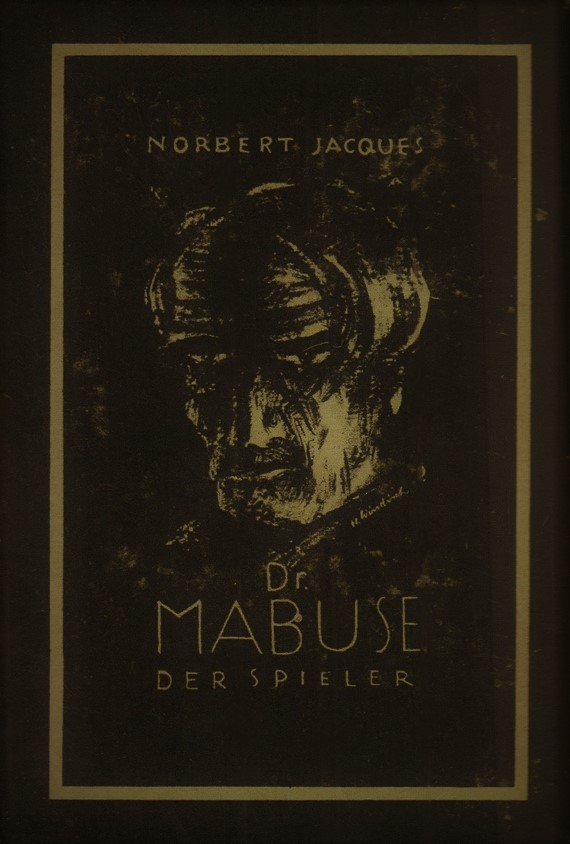
Dr. Mabuse.

El Doctor Mabuse es un personaje ficticio creado por el escritor luxemburgués Norbert Jacques (nacido el 6 de junio de 1880 en Eisch; † 16 de mayo de 1954 en Coblenza). El título original de la novela era Dr. Mabuse.
El autor que dio fama a las aventuras del Doctor Mabuse fue el director de cine austriaco Fritz Lang en tres películas rodadas para la UFA y que se titularon en español: El doctor Mabuse (1922), El testamento del Dr. Mabuse (1933) y Los crímenes del Dr. Mabuse (1960); ésta fue su última película. Posteriormente hubo hasta ocho versiones filmográficas sobre las aventuras de este personaje.
Se trata de un personaje ficticio lleno de carisma y que va íntimamente unido a la mitología europea del siglo XX.

## Características

### Origen
El Dr. Mabuse aparece por primera vez en escena en una película de Fritz Lang denominada Mabuse, der Spieler (traducido como El Dr. Mabuse) en el año 1922 y la historia está basada en la novela de Norbert Jacques, que, siendo desconocida por aquel entonces, pasó a ser un número uno de ventas a raíz de la película.
Lang ayudado por su mujer Thea von Harbou tradujo la novela a la pantalla. El film sobre el Dr. Mabuse tiene una duración aproximada de cuatro horas y se visualiza en dos partes El Dr. Mabuse el jugador, una imagen de la época e Infierno, Gente de la época. 

### Personaje
El doctor Mabuse es de un personaje ficticio con grandes habilidades para el disfraz, al igual que Fantômas, además una de sus propiedades más acusadas es la telepatía y la hipnosis. Al contrario que otros seres de ficción como Fu Manchú, que cometen sus crímenes mediante una red de colaboradores y agentes, Mabuse actúa en persona ayudado por criminales que le siguen debido a un conjunto de deseos, temores, hipnosis, carisma, manipulación, etc.
Una de las características de los actos criminales de Mabuse es la minuciosidad de los planes (alguna vez llegan a ser con puntualidad de una décima de segundo).

## Filmografía sobre el Dr. Mabuse

### Películas de Fritz Lang
- Dr. Mabuse, der Spieler-Ein Bild der Zeit (1922), Fritz Lang
  - Dr. Mabuse, King of Crime
  - Dr. Mabuse, der Spieler - Alemania
  - Dr. Mabuse: The Gambler
  - El doctor Mabuse - España

- Das Testament des Dr. Mabuse (1932), Fritz Lang
  - Das Tagebuch des Dr. Mabuse
  - Dr. Mabuses Testament
  - The Testament of Dr. Mabuse - (Títulos en inglés)
  - The Crimes of Dr. Mabuse - EE. UU. (versión doblada)

- Le Testament du Dr. Mabuse (1933), adaptación francesa del original alemán Das Testament des Dr. Mabuse de Fritz Lang
  - The Last Will of Dr. Mabuse - EE. UU.

- Die Tausend Augen des Dr. Mabuse (1960), Fritz Lang
  - The Thousand Eyes of Dr. Mabuse - EE. UU.
  - Die 1000 Augen des Dr. Mabuse
  - The 1.000 Eyes of Dr. Mabuse - EE. UU. (con diálogo doblado con variante)
  - The Shadow vs. the Thousand Eyes of Dr. Mabuse - EE. UU.
  - Le diabolique docteur Mabuse - Francia
  - Il diabolico Dr. Mabuse - Italia
  - Diabolical Dr. Mabuse
  - Los crímenes del Dr. Mabuse - España

### Versiones de otros directores
- Das Testament des Dr. Mabuse (1962), Werner Klingler
  - The Terror of Doctor Mabuse - EE. UU.
  - The Testament of Dr. Mabuse - EE. UU.
  - The Last Will of Dr. Mabuse

- La venganza del doctor Mabuse (1972), Jesús Franco
  - El Doctor Mabuse - España
  - Der Mann, der sich Mabuse nannte - Alemania (Título Oficial)

- Im Stahlnetz des Dr. Mabuse (1961), Harald Reinl
  - The FBI Vs. Dr. Mabuse
  - In the Steel Cabinet of Dr. Mabuse
  - Le Retour du docteur Mabuse - Francia
  - The Phantom Meets the Return of Dr. Mabuse - EE. UU.
  - In the Steel Net of Dr. Mabuse
  - F.B.I. contro dottor Mabuse - Italia
  - The Return of Dr. Mabuse - EE. UU.

- Scotland Yard jagt Dr. Mabuse (1963), Paul May
  - Dr. Mabuse Vs. Scotland Yard - EE. UU.
  - Scotland Yard Vs. Dr. Mabuse
  - Scotland Yard in Pursuit of Dr. Mabuse - (Títulos en inglés)
  - Scotland Yard Hunts Dr. Mabuse

- Die Unsichtbaren Krallen des Dr. Mabuse (1962), Harald Reinl
  - The Invisible Claws of Dr. Mabuse - (Títulos en inglés)
  - The Invisible Dr. Mabuse - EE. UU.

- Die Todesstrahlen des Dr. Mabuse (1964), Hugo Fregonese
  - The Devilish Dr. Mabuse
  - The Death Ray of Dr. Mabuse - (Títulos en inglés)
  - I raggi mortali del Dr. Mabuse - Italia
  - The Secret of Dr. Mabuse - EE. UU.
  - The Death Ray Mirror of Dr. Mabuse
  - Les rayons de la mort du Dr. Mabuse - Francia

- Dr. Mabuse im Gedächtnis (1985), Thomas Honickel

- Dr. M (1990), Claude Chabrol

## Música
Con el título Dr. Mabuse, hay en la música moderna dos apariciones:
- 1984 del grupo Propaganda
- 1994 del grupo Blue System.

Con el título Mabuse:
- 2017 del grupo Los Punsetes.